# Vandabe-hypotesen
Vandabe-hypotesen, alternativt vandabe-teorien, på engelsk også aquatic ape hypothesis (herfra forkortet AAH), er en grænseteori om menneskets evolution, der postulerer, at en række af menneskets bygningstræk er tilpasset en semiakvatisk tilværelse med oprindelse i Afrika. Den britiske biolog og oceanograf sir Alister Hardy (1896-1985) fremlagde i en artikel i 1960 den idé, at artens evolutionshistorie kunne være nært knyttet til vand. Siden har den britiske forfatter Elaine Morgan (1920-2013) videreudviklet og populariseret idéen i en række artikler og bøger, blandt andre "The Descent of Woman" (1972, dansk "Hvor Kom Kvinden fra?", 1973), "The Scars of Evolution" (1990, dansk "Udviklingens Pris", 1993) og "The Aquatic Ape Hypothesis" (1997).
Hypotesen nyder kun ringe anseelse indenfor antropologien, hvor konsensus peger på, at menneskets evolution foregik på savanne og i skov. Derudover kritiseres Morgan for sin popularistiske stil og manglende naturvidenskabelige baggrund.

## Historie
Den tyske patologilæge Max Westenhöfer (1871-1957) kan siges at have formuleret en tidlig udgave af vandabe-hypotesen, "det akvatile menneske" (tysk: aquatile mensch), som han beskrev ad flere omgange i 1930'erne og 1940'erne. Westenhöfer var delvist påvirket af den samtidige tyske nationalsocialisme og erklærede sig grundlæggende uenig med Charles Darwins teori om slægtskabet mellem moderne mennesker og de store aber. I stedet argumenterede han for, at en del af menneskets træk hidrørte fra et liv i åbent hav, og at mennesket først i nyere tid var gået i land. Westenhöfers teori led under en række selvmodsigelser, og han opgav ideen i sine skrifter om menneskets udvikling omkring anden verdenskrigs afslutning.
Uden kendskab til Westenhöfers ide havde marinbiologen Alister Hardy fra Oxford-universitetet siden omkring 1930 uafhængigt teoretiseret om, at det moderne menneske havde været mere akvatisk, end man hidtil havde antaget. Som ung akademiker, og fordi det lå uden for hans felt, udtalte Hardy sig ikke offentligt om sin kontroversielle teori, før han som ældre og nu respekteret professor den 5. marts 1960 holdt en tale for dykkerforbundet British Sub-Aqua Club i Brighton. Flere engelske aviser skrev efterfølgende en fordrejet præsentation af hans teori, hvilket ansporede Hardy til at uddybe den i artiklen "Var mennesket mere akvatisk i fortiden?" i det engelske tidsskrift New Scientist, der udkom 17. marts 1960. Her formulerede Hardy sin ide således:
Min teori er, at en gren af denne primitive abe-familie [hominoider] på grund af konkurrence blev tvunget ned fra livet i træerne og til at fouragere langs havkyster, hvor de gik på jagt efter føde, skaldyr, søpindsvin osv., i det lave vand ud for kysten. Jeg formoder, at de blev tvunget ud i vandet ligesom vi har set det ske i så mange andre grupper af landdyr. Jeg forestiller mig dette finde sted i de varmere dele af verden, i tropiske have, hvor mennesket kan tåle at opholde sig i vand i relativt lange perioder, ergo flere timer i træk.
Herefter var der en kortvarig akademisk interesse omkring ideen, som ellers blev ignoreret. I 1967 nævnte zoologen Desmond Morris (1928-) kort hypotesen i sin populærvidenskabelige bestseller "Den Nøgne Abe," hvor der for første gang optræder udtrykket "vandabe" (engelsk: aquatic ape).
Med afsæt i Morris' bog tog den walisiske Tv-forfatter Elaine Morgan herefter fat på Hardys ide i forbindelse med research til sin bog "Hvor kom kvinden fra?", der udkom på engelsk i 1972. I bogen søgte Morgan at gøre op med det, hun anså for en maskulin dominans af debatten om menneskets udvikling, og den satirisk skrevne bog blev en international bestseller. Morgan blev efterfølgende en populær skikkelse i feministiske kredse og gæst i diverse Tv-talkshows i bl.a. USA, men hendes videnskabelige bidrag, heriblandt hendes viderebearbejdelse af Hardys akvatiske menneske, blev i praksis ignoreret af antropologikredse. Morgan har siden været hovedkraften bag videreudviklingen af Hardys oprindelige ide, hvilket efter en række bøger kulminerede i 1997 med udgivelsen "The Aquatic Ape Hypothesis", der med sit nu afdæmpede og saglige sprog samt korrekt notering var rettet primært til akademiske kredse.
AAH bliver lejlighedsvis taget op af antropologien, bl.a. ved et symposium i Valkenburg, Holland i 1987, hvis uafklarede udfald blev udgivet i 1991. En længere kritik af Morgans hypotese skrevet af antropologen John Langdon blev udgivet i 1997. I 2011 udkom et større værk i forbindelse med 50-året for Hardys oprindelige artikel, der præsenterede en række kontemporære del-hypoteser af forskellige forfattere, samt opsummerede hypotesens historie og konsensus. Siden Internettets gennembrud i 1990'erne har AAH derudover været aktivt debatteret på diverse debatforaer, blogs, mv.

## Hypotesen

### Antropologisk konsensus om menneskets udvikling
Det moderne menneske, på latin kaldet Homo sapiens, har udviklet sig fra tidligere former, som er fundet som fossiler rundt omkring i verden, med en tidlig koncentration i det østlige Afrika. Desuden er der fundet andre spor i form af redskaber, boliger mv. Tilsammen hjælper disse fund til at danne et billede af den proces som har gjort, at arten Homo sapiens er blevet til.
Ud fra antropologiens taksonomiske og i nyere tid også genetiske arbejder peger konsensus på, at mennesket tilhører sin egen undertribus Hominina, dette i dyrefamilien menneskeaber (Hominidæ), dette i primat-ordenen af klassen pattedyr. Til menneskets nærmeste slægtninge hører, i orden af nærmeste slægtskab, chimpanserne, gorillaerne, orangutangerne, og længere ude familien af gibbon-arter. Til Hominina regnes grupper som Sahelanthropus, Orrorin, Ardipithecus, Paranthropus, australopithecinerne, samt Homo-arterne, der tæller bl.a. H. habilis, H. ergaster, H. erectus, neanderthalerne samt det moderne menneske, med sidstnævnte som den eneste nulevende art. Der hersker endnu en vis usikkerhed om det indbyrdes slægtskab mellem de kendte fossiler i Hominina, og nye fund kan stadig foretage drastiske omskrivninger af menneskehedens stamtræ, senest med f.eks. Sahelanthropus. Antropologien anslår i dag, at det moderne menneskes direkte forfædre skilte sig ud fra en fælles forfader til chimpansen et sted mellem 4 og 8 millioner år siden i Afrika, hvor den fossile abe Sahelanthropus tchadensis, der levede for knap 7 millioner år siden i Tchad, regnes for den tidligst mulige Hominina.
Siden gennembruddet for Charles Darwins evolutionsteori i 1800-tallet har det været stærkt omdiskuteret, hvorfor mennesket skiller sig fysiologisk markant ud fra dets nærmeste slægtninge, bl.a. ved at være nærved pelsløse, gå oprejst på bagbenene og have den måske mest komplekse hjerne i dyreriget. En lang række svært underbyggelige hypoteser er blevet fremlagt for den evolutionære baggrund for de unikke træk i det moderne menneske; for menneskets tobenede gang f.eks. ændret bæreadfærd, forbedret energieffektivitet, forbedret varmeregulering, ændret social adfærd og øget dominansadfærd.
Menneskets udskillelse fra chimpansernes stamtræ kædes sammen med den geologiske opbygning af den østafrikanske bjergkædeformation Great Rift Valley, der strækker sig fra Djibouti til Mozambique. I dette område er fundet mange af de centrale fossiler af de tidligste abemennesker, hvorfor det i dag regnes for menneskehedens vugge. Det er anslået, at skovlevende hominoider på især den østlige side af disse bjergkæder gradvist mistede deres habitat til mere åbent landskab, f.eks. græssletter, og at denne og andre forandringer tvang dem til at udvikle de særegne former, der med tiden endte i det moderne menneske.
I senere årtier er det traditionelle billede af menneskets oprindelse på græssletter (f.eks. den afrikanske savanne) blevet udfordret, idet især de ældste Hominina-fossiler findes sammen med fossiliseret fauna og flora fra traditionelle skovmiljøer, snarere end fra græssletter, f.eks. det knap 4,4 millioner år gamle fossil Ardi, en Ardipithecus ramidus.

### AAH's centrale påstande
Nedenstående er en række påstande, som traditionelt fremlægges som argumentation for vandabe-hypotesen, dette primært af Elaine Morgan, i nyere tid også andre forfattere. Centralt i disse påstande er observerede træk hos nutidsmennesket og dets uddøde Hominina-slægtninge, der afviger fra de øvrige menneskeaber (Hominidæ). For disse afvigelsers oprindelse peges der primært på mulig konvergent evolution med akvatiske og semiakvatiske pattedyr. De fleste angivne træk er fysiologiske, enkelte er adfærdsbiologiske. Tidsrammen for oprindelsen og en eventuelt afslutning på denne påståede akvatiske eksistens varierer mellem hypotesens fortalere, men generelt følges nogenlunde samme tidsramme som antropologisk konsensus. Generelt anslås denne akvatisisme for at være påbegyndt samtidig med udskillelsen af mennesket fra en fælles forfader til den moderne chimpanse.
Den belgiske læge Marc Verhaegen har fremlagt en unik og, af bl.a. AAH-fortaleren Algis Kuliukas, kritiseret variation af AAH, hvor semiakvatiske træk påstås at være opstået allerede før udskillelsen mellem mennesker og chimpanser, dette i Dryopithecus-lignende abearter, der i tiden mellem 15-7 millioner år siden var migreret fra regnskove i Afrika og til daværende regnskove omkring Tethys- og Middelhavet. Dette påstås observeret i mulige bipedale træk i fossiler såsom den spanske abe Anoiapithecus og være fundet sted i en varmere geologisk periode på Jorden, hvor tropiske regnskove henover hele det sydlige Eurasien bl.a. førte til, at orangutangens forfædre migrerede til Sydøstasien. Først omkring tiden for menneskets og chimpansens seneste fælles forfader i en nu koldere periode skal disse aber være migreret tilbage til Afrika, hvor gorillaer og chimpanser blev mere landbaserede, og hvor mennesket videreudviklede de vandrelaterede træk. Ifølge denne model påstås menneskets akvatisisme at være toppet med Homo erectus for knap 2-1 millioner år siden, dette observeret som fortykning af H. erectus' knogler, hvilket siges at have fortilfælde i bl.a. hvalernes evolution. Verhaegen taler ydermere for, at menneskets akvatisisme primært udvikledes i tropiske mangrove-skove, evt. periodevis oversvømmede skove, hvilket han benævner med det engelske udtryk aquarborealism.
Blandt AAH-fortalere har det også været debatteret, hvorvidt menneskets akvatisisme fandt sted i ferskvands- eller saltvandshabitater, eventuelt begge typer miljøer i forskellige tidsperioder gennem menneskets udvikling, som fremlagt af f.eks. den canadiske biokemiker Stephen Cunnane. Graden af postuleret menneskelig akvatisisme varierer ligeledes, dog regner flertallet af fortalere mennesket for en semiakvatisk abe på niveau med f.eks. flodheste eller oddere. Enkelte har talt for en fuld akvatisk eksistens i fortiden (på niveau med f.eks. hvaler), men dette afvises af flertallet, heriblandt Morgan. Visse pseudovidenskabelige betragtninger, f.eks. den postulerede eksistens af havfruer, har gjort brug af dele af AAH's argumentation, men også dette afvises kraftigt af flertallet af fortalere, heriblandt Morgan.

#### Fysiologiske påstande
- Tobenet gang: Menneskets oprejste, tobenede gang (bipedalisme) påstås oprindeligt at være udviklet som vade-tilpasning ved lavtvandede kyster. Fortalere peger på en observeret tendens til en tilsvarende oprejst gang i lavt vand af en lang række abearter, bl.a. chimpanser, gorillaer, orangutanger, bavianer, makababer, mv. Det fossile arkiv antyder, at allerede Toumaï-fossilet (Sahelanthropus), som er fundet i sedimenter fra Megachad-søen og levede for 7 millioner år siden, var tobenet.[21][22][23][24][25][26][27]

- Pelsløshed: Det nærved pelsløse moderne menneske, et unikt træk blandt alle nulevende abe-arter, sammenholdes med en række akvatiske pattedyr, udover hvaler, sæler og søkøer også semiakvatiske flodheste.[28][29][30] Allerede Alister Hardy havde i sin oprindelige artikel fra 1960 talt for, at menneskets hårsække henover kroppen vender i retninger, der kan tolkes som gavnlig for strømning af vand henover legemet.[4] Et unikt og stærkt kritiseret forslag af bl.a. Elaine Morgan er mulig konvergens med en række pattedyrsgrupper, som foreslås for mulige tidligere semiakvatiske grupper, heriblandt elefanter, næsehorn, tapirer samt tropiske suider (heriblandt tamgrisen).[31] Bedst underbygget er muligheden for elefanters akvatiske fortid, idet dette er delvist understøttet via elefanters fysiologi samt det fossile arkiv, f.eks. via den uddøde art Moeritherium.[32] Morgan og andre peger samtidig på menneskets isolerende fedtlag under læderhuden, som ikke forefindes i de andre menneskeaber, som en mulig primitiv form for spæk.[33]

- Vejrtrækningskontrol: Også unik hos mennesket blandt menneskeaberne er bevidst kontrol af vejrtrækningen og et sænket strubehoved, hvilket muliggør bl.a. tale, musik, mv. Morgan har fremlagt den kontroversielle ide, at talens brug kan have fortilfælde i andre akvatiske pattedyr, bl.a. hvaler og sæler. Mennesket besidder en stærk dykkerrefleks, der tillader det at holde vejret mange minutter samt dykke lange afstande under vand og til store dybder, så meget som til over 50 meters dybde uassisteret af dykkerudstyr, mv. Dette gør mennesket til langt den bedste dykker observeret blandt alle primater, med en sjælden parallel i den semiakvatiske næseabe fra Indonesien, der er observeret dykke til knap 20 meters dybde. Menneskets milt er i stand til efter kort ophold i vand at udløse en reserve røde blodlegemer til hjerte-kar systemet og derved forlænge vejrholdningspotentialet, hvilket Morgan peger på også er observeret i bl.a. sæler.[34][35][36]

- Forstørret hjerne: Menneskets encefaliseringskoefficient, et udtryk for hjernens kompleksitet og størrelse i forhold til legemets størrelse hos en dyreart, regnes for den nok højeste i dyreriget, efterfulgt af bl.a. tandhvaler, især delfiner, samt andre menneskeaber, elefanter, visse blæksprutte-arter og en række intelligente fugle.[37] Fortalere af AAH peger på, at akvatiske pattedyrsgrupper langt oftere udvikler store hjerner, samt at især græsslette-levende pattedyrsgrupper omvendt regnes for at stagnere i hjernens udvikling.[38] Nyere biokemiske studier, anført af bl.a. Stephen Cunnane, peger på, at både udvikling og opretholdelse af en velfungerende menneskehjerne er stærkt afhængig af en række specifikke næringsstoffer, primært DHA (et Omega 3 fedtsyre) og jod-ioner. Disse har vist sig svære at indtage i tilstrækkelige mængder fra rent landbaserede madvarer (heriblandt dyrket korn, frugt og grøntsager, samt kød fra dyrehold). Omvendt forefindes de i rigelige mængder i fisk og skaldyr, især saltvandsbaserede arter, hvorfor dette fortolkes som et levn fra en semiakvatisk evolution.[39][40] Kritikere har anført, at menneskets forfædre er tobenede fra eks. 7 millioner år og frem, men at størrelsen på disses hjerner ikke forøges tilsvarende før fremkomsten af Homo-gruppen for ca. 2,5-2 millioner år siden. Cunnane og andre har omvendt peget på, at en overgang af semiakvatiske Hominina-former fra et ferskvandsmiljø i Afrikas indre til et alkalisk eller saltvands-miljø i Østafrika, f.eks. i den da hav-oversvømmede Afar-trekant i Etiopien, kan have understøttet menneskehjernens forøgelse via en nu mere alkalisk eller saltvandsbaseret diæt med mere indhold af DHA og jod. Der peges på, at muslinger og østers som de forefindes langs Østafrikas havkyster samt i de alkaliske søer ned langs Great Rift Valley har en passende sammensætning til at understøtte især den moderne menneskehjernes ernæringsmæssige behov.[41][42] Fortalere af AAH peger samtidig på arkæologiske fund af skaldyrs-køkkenmøddinger så langt tilbage som mellem pleistocæn for knap 164.000 år siden i det moderne menneskes allerældste urtid.[43]

- Formering: Morgan og andre peger på, at spædbørn ved fødslen er beklædt med et langt tykkere fedtlag end alt andet kendt abeafkom, hvilket foreslås som tilpasning til øget isolering samt flydeevne i vand hos nyfødte.[33] Der peges også på, at fosterfedt indtil nu kun er observeret hos få sælarter, udover på spædbørn.[44] Der peges også på, at spædbørn ikke er i stand til at gå oprejst på land, før de er henved et år gamle, helt ukendt blandt abe-afkom på græssletter, f.eks. bavianer. Morgans samtidige påstand om, at nyfødte er bedre egnet til at svømme i trit med deres mor end til at gå, og at de kan holde vejret henved 45 sekunder, kritiseres traditionelt. Historisk har kvinder verden over oplevet en række potentielt livstruende omstændigheder ved fødsler ovenvande, men Morgan og andre, heriblandt den franske læge Michel Odent, peger på senere årtiers studier udi vandfødsler, som påstås at lindre stress og smertepåvirkning for både mor og barn, uden tilsvarende observerede druknerisici for barnet.[45][46] Morgan peger derudover på unikke træk ved både mænd og kvinders kønsorganer, samt kvindens fremskudte, fedtfyldte barm som mulige akvatiske tilpasninger, med en påstået konvergens i bl.a. søkøer.[33]

#### Adfærdsbiologiske påstande
- Habitat: Fortalere for AAH peger på, at koncentrationen af den nutidige verdensbefolkning på over 7 milliarder mennesker illustrerer en tendens for Homo sapiens til at klynge sig sammen i kystnære regioner langs floddale, søer og havkyster, i moderne tid især i Indien og Kina. Kritikere indvender, at dette ikke kan sige os noget om en tilsvarende tendens under menneskets millioner år lange udvikling, idet menneskets moderne bydannelser siges at være afhængig af lettere transportveje, heriblandt flod og hav. Omvendt argumenterer bl.a. Morgan for, at mennesket har en tilsvarende præference for rekreative lokaliteter langs kystnære regioner, f.eks. tropiske strande.[42]

- Badeadfærd: Over hele verden hygiejnebader mennesker regulært, dette uanset fraktion, etnicitet, køn, mv., hvilket ses som et adfærdsmæssigt levn fra en semiakvatisk fortid. Som udløber af argumentationen for, at andre traditionelt landbaserede pattedyrsgrupper ligeledes kan være tidligere semiakvatiske, peges der f.eks. på en tilsvarende tendens hos både afrikanske og indiske elefanter, der ligeledes observeres bade regulært med hele dets legeme neddykket.[31][42]

#### Øvrige påstande
Sjældnere fremførte AAH-argumenter omhandler menneskets tendens til vandig psykisk gråd og til at svede for at nedkøles, hvor bl.a. Morgan har trukket tidligere fremførte argumenter tilbage; at mennesket til sammenligning med de andre menneskeaber har reduceret lugtesans og besidder en fremtrædende næse med nedadrettede næsebor, der skønnes velegnet til at holde vand fra at trænge ind i kraniehulrummene; tendensen til hårløse isser hos mange mænd; samt at menneskets nyrer er bedre egnet til udskillelse af salt end andre menneskeaber. Sådanne argumenter regnes dog for mere spekulative og er oftest stærkt kritiserede.

## Reaktion
Vandabe-hypotesen har modtaget meget lidt opmærksomhed og accept indenfor antropologien,

er blevet mødt med betydelig skepsis og betragtes ikke som en stærk videnskabelig hypotese. Udover kritik af sin popularistiske stil og manglende naturvidenskabelige baggrund, kritiseres Morgan også for faktuelle fejl og manglende reference-notering i sine udgivelser om AAH, sidstnævnte indtil "Udviklingens Pris."
Det hollandske symposium i Valkenburg i 1987 med efterfølgende uafklarede udgivelse om emnet, er af Langdon blevet kritiseret for at ignorere fossile beviser, samt ikke præsentere beviser for, at australopithecine homonider skulle have udviklet bygningstræk tilpasset en semiakvatisk tilværelse. Langdon har ydermere peget på begrænsningerne i den forudindtagelse, at en enkeltstående årsag (f.eks. vand) kan have stået bag en lang række af menneskets unikke træk blandt menneskeaberne; dette til forskel fra et bredere antal årsager, som af antropologien traditionelt regnes for bedre underbyggede. De enkelte påstande kritiseres også for at overdrive de angivne træk, for at være delvist spekulative og uden testbare forudsigelser, samt for at være svært underbyggelige via f.eks. det fossile arkiv. Langdon taler for, at AAH er populær blandt lægfolk, studerende og ikke-specialiserede akademikere på grund af sin forholdsvise enkelthed, samt den antiautoritære natur i en kontroversiel ide, der via Morgans negative argumenter påpeger mangler i konventionelle teorier.
Morgan har selv teoretiseret, at den antropologiske afvisning og udeblivende granskning af AAH hovedsageligt er uden forbindelse til hypotesens iboende videnskabelige meritter. Hun peger i stedet på en kombination af, at Hardys oprindelige præsentation foregik udenfor akademisk regi (et symposium i et sportsforbund), at hun selv indledte sine arbejder med en politisk betonet tekst, mandschauvinistiske strømninger indenfor antropologien, samt hendes status som amatørforsker uden en naturvidenskabelig grad.
John D. Hawks, sammen med PZ Myers og paleontolog Greg Laden 
anbefaler hjemmesiden "Aquatic Ape Theory: Sink or Swim?" af privatpersonen Jim Moore som en god resource om emnet. Omvendt har både Elaine Morgan og Algis Kuliukas skarpt kritiseret Jim Moore for at præsentere en stærkt forvrænget udgave af især Morgans arbejder, og med meget lidt brug af reference-notering.
Morgans videnskabelige bidrag har kun fået støtte fra et fåtal forskere og personligheder, udover Desmond Morris også den antropologiske veteran Philip Tobias, filosoffen Daniel Dennett, forfatteren Douglas Adams samt dokumentaristen David Attenborough. Karakteristisk ved Morgans erklærede støtter er en høj grad af diversitet indenfor akademiske fag, udover antropologi også en lang række biologiske fag samt lægevidenskab, arkæologi, ernæringslære, m.fl.